# Noble Johnson

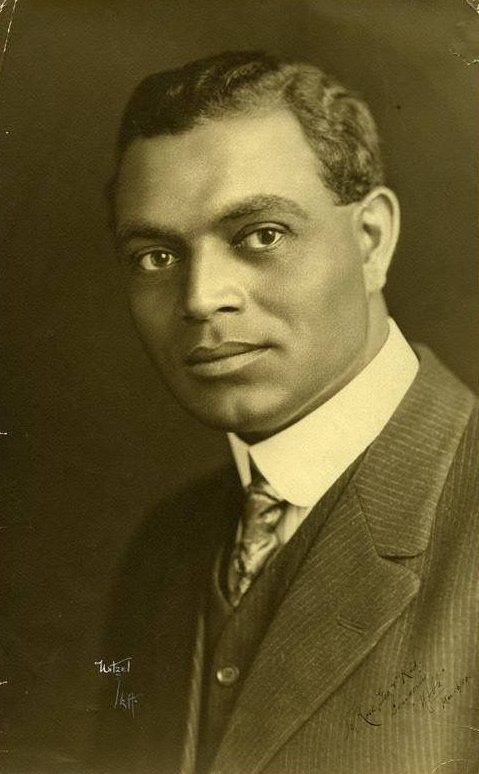
Noble Johnson etwa 1915

Noble Mark Johnson (* 18. April 1881 in Marshall, Missouri; † 9. Januar 1978 in Yucaipa, Kalifornien) war ein US-amerikanischer Schauspieler, Drehbuchautor und Produzent.

## Leben und Karriere
Noble Johnson, ein relativ hellhäutiger Afroamerikaner, wurde 1881 in der Kleinstadt Marshall in Missouri geboren. Schon bald darauf zog er mit seiner Familie nach Colorado Springs in Colorado, wo er den zukünftigen Filmstar Lon Chaney Sr. als Klassenkameraden hatte, der später ein lebenslanger Freund war. Mit 15 Jahren verließ Johnson die Schule, um seinem Vater – einem Pferdetrainer – bei der Arbeit zu helfen.
Nach einigen Quellen stieg Johnson bereits 1909 ins Filmgeschäft ein, seinen ersten „nachgewiesenen“ Film Mr. Carlson of Arizona drehte Johnson dagegen erst 1915, als er bereits 34 Jahre alt war. Schnell konnte er sich als Nebendarsteller in Hollywoods Stummfilmära etablieren, der – im Gegensatz zu anderen Afroamerikanern in Hollywood – nur selten den Stereotyp des schwarzen Bediensteten oder Sklaven spielte: Mit seiner großen, kräftigen Statur und einem durchaus guten Aussehen spielte er meist exotische Figuren wie Stammeshäuptlinge oder mysteriöse Fremde in Filmen, die trotz ihrer oftmals schurkenhaften Gesinnung eine gewisse Würde besaßen. Über Nebenrollen sollte er dennoch in seiner gesamten Filmkarriere nicht hinauskommen.
Neben seinen weiteren Filmauftritten war Johnson Präsident der 1916 gegründeten The Lincoln Motion Picture Co., einer der ersten afroamerikanischen Filmproduktionsfirmen in Hollywood. Für diese arbeitete er als Produzent, Autor und Starschauspieler. Das Ziel dieser von Johnson produzierten Racefilme war, einen „schwarzen Stolz“ zu erwecken, im Gegensatz zu den vielen anderen, teilweise rassistischen Filmen in Hollywood. Die Lincoln Motion Picture Co. musste allerdings bereits 1921 wieder wegen Misserfolgs schließen und Johnson konzentrierte sich wieder ausschließlich auf seine Karriere als Schauspieler.
Den Übergang zum Tonfilm meisterte der Schauspieler im Gegensatz zu vielen Stummfilmkollegen Ende der 1920er-Jahre problemlos. Anfang der 1930er-Jahre spielte Johnson in mehreren Universal-Horrorfilmen, darunter als „der Nubier“, Handlanger von Boris Karloff, in Die Mumie (1932). Als russischer Diener „Ivan“ in Graf Zaroff – Genie des Bösen (1932) war er einer der wohl ersten schwarzen Schauspieler, die einen weißen Charakter verkörperten. Seine heute vielleicht bekannteste Rolle spielte Johnson 1933 als Häuptling der Eingeborenen im Filmklassiker King Kong und die weiße Frau, eine Rolle, die er in der Fortsetzung King Kongs Sohn (ebenfalls 1933) erneut repräsentierte. Bis 1950 sollte Johnson in fast 150 Filmen spielen, eine seiner letzten Rollen hatte er als Indianerhäuptling in John Fords Western Der Teufelshauptmann mit John Wayne.
Noble Johnson, der dreimal verheiratet war, verstarb 1978 im Alter von 96 Jahren. Er wurde auf dem Garden of Peace Memorial Park in Newhall (Kalifornien) beigesetzt.

## Filmografie (Auswahl)
- 1915: Mr. Carlson of Arizona
- 1916: 20.000 Meilen unter dem Meer (20,000 Leagues Under the Sea)
- 1916: Intoleranz (Intolerance)
- 1916: The Realization of a Negro’s Ambition auch Produzent
- 1917: The Indian’s Lament auch Autor
- 1921: Die vier Reiter der Apokalypse (The Four Horsemen of the Apocalypse)
- 1922: Tracks auch Autor
- 1922: The Adventures of Robinson Crusoe
- 1923: Die Zehn Gebote (The Ten Commandments)
- 1924: Der Navigator (The Navigator)
- 1924: Der Dieb von Bagdad (The Thief of Bagdad)
- 1924: Die Nacht des Inferno (Dante’s Inferno)
- 1925: Ben Hur (Ben-Hur: A Tale of the Christ)
- 1926: Aloma, die Blume der Südsee (Aloma of the South Seas)
- 1926: Der Todesritt vom Little Bighorn (The Flaming Frontier)
- 1927: Das Galeerenschiff (When a Man Loves)
- 1927: König der Könige (The King of Kings)
- 1928: West of Zanzibar
- 1928: Das Drama der Sintflut (Noah’s Ark)
- 1929: Sal of Singapore
- 1929: Vier Federn (The Four Feathers)
- 1929: Rothaut (Redskin)
- 1930: Moby Dick
- 1931: Safe in Hell
- 1931: Das Ende von Maradu (East of Borneo)
- 1931: Der Sohn des Rajah (Son of India)
- 1932: Die Mumie (The Mummy)
- 1932: Graf Zaroff – Genie des Bösen (The Most Dangerous Game)
- 1932: Mord in der Rue Morgue (Murders in the Rue Morgue)
- 1933: King Kong und die weiße Frau (King Kong)
- 1933: Roman Scandals
- 1933: King Kongs Sohn (The Son of Kong)
- 1935: Bengali (The Lives of a Bengal Lancer)
- 1935: She – Herrscherin einer versunkenen Welt (She)
- 1935: Das Schiff des Satans (Dante’s Inferno)
- 1936: Der Held der Prärie (The Plainsman)
- 1937: In den Fesseln von Shangri-La (Lost Horizon)
- 1937: Maria Walewska (Conquest)
- 1937: Rekrut Willie Winkie (Wee Willie Winkie)
- 1938: Mr. Moto und der Kronleuchter (Mysterious Mr. Moto)
- 1938: Vier Mann – Ein Schwur (Four Men and a Prayer)
- 1939: Trommeln am Mohawk (Drums Along the Mohawk)
- 1939: Union Pacific
- 1939: Black River (Allegheny Uprising)
- 1939: Juarez
- 1940: Das Haus der sieben Sünden (Seven Sinners)
- 1940: The Ghost Breakers
- 1940: Die grüne Hölle (Green Hell)
- 1940: Die scharlachroten Reiter (North West Mounted Police)
- 1941: Der Weg nach Sansibar (Road to Zanzibar)
- 1942: Das Dschungelbuch (Rudyard Kipling’s Jungle Book)
- 1942: 10 Leutnants von West-Point (Ten Gentlemen from West Point)
- 1942: The Mad Doctor of Market Street
- 1943: Thank Your Lucky Stars
- 1943: Liebeslied der Wüste (The Desert Song)
- 1946: Angel on My Shoulder
- 1946: Karten, Kugeln, Banditen (Plainsman and the Lady)
- 1947: Die falsche Sklavin (Slave Girl)
- 1947: Die Unbesiegten (Unconquered)
- 1948: Die rauhen Reiter der furchtlosen Legion (The Gallant Legion)
- 1949: Der Teufelshauptmann (She Wore a Yellow Ribbon)
- 1950: Mississippi-Express (Rock Island Trail)
- 1950: North of the Great Divide